# Marevka
La Marevka (in russo Маревка?; fino al 1973 conosciuta come Bejcuchė, Бейцухэ́) è un fiume dell'Estremo oriente russo, affluente di destra della Bol'šaja Ussurka (bacino idrografico dell'Amur). Scorre nel Krasnoarmejskij rajon del Territorio del Litorale.
Il fiume ha origine dal sistema montuoso dei Sichotė-Alin'; scorre in direzione prevalentemente sud-occidentale. Sfocia nella Bol'šaja Ussurka a 41 km dalla sua foce nell'Ussuri. La lunghezza del fiume è di 179 km, il bacino idrografico è di 2 130 km². Nell'alto corso il fiume scorre in una valle montuosa stretta, delimitata da pendii boscosi ripidi e rocciosi. Poi si allarga in una pianura alluvionale sino alla foce.
La piena primaverile è solitamente datata all'inizio di aprile, quando la neve si scioglie nelle parti inferiori del bacino. Ulteriori precipitazioni sotto forma di pioggia provocano un forte aumento del livello dell'acqua nel fiume. Il livello più alto si osserva più spesso all'inizio di maggio, ma anche nel periodo estivo-autunnale. Durante piene prolungate, in caso di straripamento, le acque della Marevka si fondono con quelle della Bol'šaja Ussurka.